# Stenopogon mysorensis
Stenopogon mysorensis là một loài ruồi trong họ Asilidae. Stenopogon mysorensis được Joseph & Parui miêu tả năm 1997. Loài này phân bố ở miền Ấn Độ - Mã Lai.